# Zagorjanskij
Zagorjanskij (in russo Загорянский?) è una cittadina della Russia europea centrale, situata nell'oblast' di Mosca. Apparteneva allo Ščëlkovskij rajon.
Sorge nella parte centrale dell'oblast', pochi chilometri a nordest di Mosca.